# تساروتا ۱۰۷۴۴
سیارک ۱۰۷۴۴ (به انگلیسی: 10744 Tsuruta، نامگذاری:1988XO)۱۰۷۴۴مین سیارک کشف شده‌است که در ۰۵ دسامبر ۱۹۸۸ کشف شد.